# Ptychohyla hypomykter
Ptychohyla hypomykter és una espècie de granota que es troba a Guatemala, Hondures, Nicaragua i, possiblement també, al Salvador.
Està amenaçada d'extinció per la pèrdua del seu hàbitat natural.